# 達爾斯頓交匯站
达尔斯顿交汇站（英語：Dalston Junction railway station）是伦敦地上铁东伦敦线的一座车站，位于东伦敦的哈克尼區，属于第2收费区。

## 概況
本站啟用後，並沒有英國鐵路的雙箭頭標誌，只有倫敦地上鐵的圓形標誌。本站拥有2个岛式月台，且车站已被新的大厦所覆盖。

## 历史
- 1865年11月1日，本站随着北伦敦铁路的城市延伸线一齐开通，当时拥有3个岛式月台，后来为北伦敦线的一部分。
- 1986年6月27日，因北伦敦线至宽街站区段停用，本站关闭[5]。
- 2005年，车站开始重建。
- 2010年4月27日，在时任伦敦市长鲍里斯·约翰逊的主持下，车站重新开通。

## 列车服务
2012年12月9日起，每周一至周六的列车班次间隔为5-10分钟。周日13:00之前的班次间隔为5-9分钟，之后为7-8分钟。
非高峰期：
- 南行列車至西克罗伊登站方向：每小时4班
- 南行列車至水晶宫站方向：每小时4班
- 南行列車至新十字站方向：每小时4班
- 南行列車至克拉珀姆交汇站方向：每小时4班
- 北行列車至高贝里及伊斯灵顿站方向：每小时8班

注：每日有8班列车以新十字站或克拉珀姆交汇站为起终点。